# Klimchi
KLIMCHI je česká sklářská značka, kterou založil Lukáš Klimčák v roce 2019. Do širšího povědomí veřejnosti se zapsala díky filmu Barbie (2023), kde byly její Rosaline Hobnail džbány součástí kulis. Sídlo značky se nachází v Kamenickém Šenově.

## Historie
Už během svých studií světelného designu na londýnské UCL začal zakladatel značky Lukáš Klimčák pracovat jako obchodník pro českou firmu Clartés, která se věnuje výrobě skleněných svítidel. V Londýně v roce 2019 založil značku KLIMCHI a stal se prvním prodejcem ručně foukaných džbánů ve Velké Británii.
Rok 2020 přinesl zvýšený zájem o bytové dekorace, který souvisel s pandemií covidu-19, což přineslo expanzi firmy mimo Velkou Británii. V roce 2020 tak KLIMCHI vstoupilo na trh ve Spojených státech a v některých zemích Evropské unie, a o rok později také v České republice.
Sklárna Jílek má bohatou tradici v ruční výrobě skla, byla založena v roce 1905. Značka KLIMCHI a sklárna Jílek jsou rodinné podniky – sklárnu vlastní Klimčákovi bratranci. 
Prvním kreativním ředitelem značky se stal český sklářský designér František Jungvirt. Působil na této pozici v letech 2021–2024. Pod jeho vedením vzniklo pod značkou celkem 12 autorských kolekcí.
V roce 2024 KLIMCHI otevřelo svou první kamennou prodejnu v Praze na Václavském náměstí v hotelu W Prague.

## KLIMCHI ve filmu
Jedním z klíčových milníků pro značku bylo vybavení Barbie baru ve filmu Barbie z roku 2023, který přinesl KLIMCHI mezinárodní pozornost. O rok později se džbán ze stejné kolekce objevil v pokračování filmové série o Bridget Jonesové.

## Křišťálový špendlík
V roce 2022 se značka spojila se společností Google při projektu oceňování nejlépe hodnocených hradů a zámků v každém ze 14 krajů České republiky. Design ocenění „Křišťálový špendlík“ pro KLIMCHI vytvořil František Jungvirt.